# Jean-Claude Bouquet

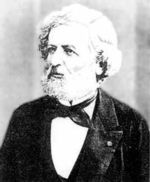
Jean-Claude Bouquet

Jean-Claude Bouquet (* 7. September 1819 in Morteau, Franche-Comté; † 9. September 1885 in Paris) war ein französischer Mathematiker, der sich mit Funktionentheorie und Differentialgeometrie beschäftigte.

## Leben
Bouquet war der Sohn eines Landwirts und besuchte mit Charles Briot die Schule, mit dem er sich befreundete und später eng zusammenarbeitete. 1839 begann er sein Studium an der École normale supérieure (ENS), wo er 1842 promovierte. Er war danach Gymnasiallehrer in Marseille und dann wie auch Briot Professor in Lyon. 1852 bis 1858 unterrichtete er am Lycée Bonaparte in Paris (wie auch Briot) und ging dann ans Lycée Louis-le-Grand. 1867 wurde er Assistent (Maitre de Conference) an der ENS und Repetitor an der École polytechnique – für beide Eliteschulen hatte er zuvor die Gymnasialschüler in Spezialkursen vorbereitet.
Von 1874 bis 1884 war er Professor an der Sorbonne.
Bouquet veröffentlichte mehrere bekannte französische Lehrbücher zusammen mit Charles Briot, insbesondere zwei Werke über elliptische Funktionen (1859 und 1875) sowie Bücher über Funktionentheorie und Differentialgleichungen. In seinen wissenschaftlichen Arbeiten beschäftigte er sich mit Reihenentwicklungen, elliptischen Funktionen und Differentialgeometrie.
1875 wurde er in die Académie des sciences gewählt.